# 新魯平
新鲁平（德語：Neuruppin，發音：[nɔʏʁʊˈpiːn] ⓘ）是德國勃兰登堡州东普里格尼茨-鲁平县的城市，也是东普里格尼茨-鲁平县的县治，位于鲁平湖畔，面积305.24平方千米，2023年12月31日人口为31,803人。
2006年6月11日，新鲁平举行了纪念建城750周年的游行。

## 友好城市
截至2021年2月，新鲁平共与五座城市结为友好城市关系：
- 義大利 切塔尔多（1968年）
- 德国 莱茵兰-普法尔茨州 巴特克罗伊茨纳赫（1990年）
- 捷克 宁布尔克（1994年）
- 日本 新座市（2003年）
- 波蘭 巴比莫斯特（2005年）

## 人物
- 赫爾曼·霍特，德國陸軍名將。
- 台奧多爾·馮塔納，小說家。
- 卡爾·弗里德里希·申克爾，知名建築師。